# تغيير (لغة)
التغيير أو التغير الشكلي في اللغة هو إحالة اللفظ عن حاله وصورته إلى صور أخرى، بزيادة أو نقصان أو تبديل. وهو مأخوذ من معنى التغيير في الشعر.
معادله في اليونانية (ميتَبلَسموس) مأخوذ هو الآخر من المعنى الشعري؛ الذي يراد به مخالفة القياس اللغوي، أو الإتيان بألفاظ وحشية أو بربرية أو لضرورة شعرية.